# Elena Proietti
Elena Proietti (6 giugno 1991) è una calciatrice italiana, di ruolo centrocampista offensiva.

## Palmarès

### Club
- Campionato italiano di Serie B: 2

Lazio: 2020-2021, 2023-2024